# لیفت (شرکت)
لیفت (به انگلیسی:lyft) یک شرکت حمل و نقل است که در سان فرانسیسکو، کالیفرنیا مستقر است. لیفت در ژوئن ۲۰۱۲ راه اندازی شده‌است و در حدود ۳۰۰ شهر در ایالات متحده از جمله نیویورک، سانفرانسیسکو و لس آنجلس فعالیت می‌کند و روزانه بیش از ۱ میلیون مسافر را جابجا می‌کند.